# Cristina Mutarelli
Cristina Mutarelli (São Paulo, 29 de dezembro de 1955) é uma atriz, diretora de arte e figurinista brasileira de teatro e cinema, atuante também em áreas como artes plásticas, arte educação.

## Biografia
Teve uma passagem pelo grupo Pod Minoga. Na televisão, participou da telenovela Deus Nos Acuda, no papel de Lauretta e do seriado O Mundo da Lua, no papel da Tia Marli.
Foi diretora de arte e figurinista nos filmes  O Olho Mágico do Amor, de 1981, pelo qual recebeu o Troféu APCA de 1982, e Onda Nova, de 1983.
Em 2016, a atriz é convidada a integrar o elenco de Carinha de Anjo, novela infantil do SBT, com a personagem Solange.

## Filmografia

### Televisão
| Ano     | Título                      | Personagem                                      | Notas                                  |
| ------- | --------------------------- | ----------------------------------------------- | -------------------------------------- |
| 2025    | Mundo da Lua                | Marli Silva de Los Angeles                      |                                        |
| 2023    | Histórias Quase Verdadeiras | Maria Elizabeth                                 | Episódio: "Verdades no Ar"             |
| 2018    | Deus Salve o Rei            | Margot Cantelli de Vilarosso, Rainha de Alcaluz | Episódios: "11–28 de junho"            |
| 2016-18 | Carinha de Anjo             | Solange Ortiz                                   |                                        |
| 2013    | Amor à Vida                 | Priscila Khoury                                 |                                        |
| 2012-13 | Cartãozinho Verde           | Apresentadora                                   |                                        |
| 2011    | Morde & Assopra             | Tatiana Ignácio (Pink)                          |                                        |
| 2010    | Separação?!                 | Cinira                                          |                                        |
| 2009    | Caras & Bocas               | Zoraide Molinari                                |                                        |
| 2008    | Toma Lá, Dá Cá              | Dona Celeste                                    | Episódio: "A Cinderela de Pato Branco" |
| 1995    | A Próxima Vítima            | Funcionária do Banco                            |                                        |
| 1992    | Deus Nos Acuda              | Laureta de Sousa                                |                                        |
| 1991    | Mundo da Lua                | Marli Silva de Los Angeles                      |                                        |

### Cinema
| Ano  | Título             | Personagem       | Nota                           |
| ---- | ------------------ | ---------------- | ------------------------------ |
| 1983 | Onda Nova          | Lili             |                                |
| 1984 | Divina Previdência | —                | Curta-metragem                 |
| 1987 | Brasa Adormecida   | tia Margarida    |                                |
| 1987 | Anjos da Noite     | Magali           |                                |
| 1988 | Fogo e Paixão      | Helena           |                                |
| 1988 | Romance            | Márcia           |                                |
| 1988 | A Caixinha do Amor | Verônica         | Curta-metragem                 |
| 1991 | Viver a Vida       | —                | Curta-metragem                 |
| 1992 | Oswaldianas        | Mirna Svronka    | Episódio: Uma Noite com Oswald |
| 1993 | A Má Criada        | Mafalda          | Curta-metragem                 |
| 2007 | O Signo da Cidade  | Hilda            |                                |
| 2016 | Meu Amigo Hindu    | Manuela          |                                |
| 2018 | Paraíso Perdido    | Vizinha de Nádia |                                |
| 2019 | O Galã             | Solange          |                                |
| 2019 | Os Parças 2        | tia Firmina      |                                |

## No Teatro[6]
| Ano  | Título                                 |
| ---- | -------------------------------------- |
| 1972 | Rei Momo                               |
| 1980 | Às Margens Plácidas                    |
| 1982 | Vida de Cachorro                       |
| 1984 | Parentes Entre Parênteses              |
| 1984 | Papai & Mamãe - Conversando sobre Sexo |
| 1984 | Um Beijo, Um Abraço e um Aperto de Mão |
| 1985 | Tartufo                                |
| 1985 | Feliz Páscoa                           |
| 1987 | Rainha por um Dia                      |
| 1988 | Amigo da Onça                          |
| 1991 | Big Loira                              |
| 1991 | Quase um Bibelô                        |
| 1997 | Pootanah Moksha                        |
| 1998 | Arte Oculta                            |
| 1999 | Cacilda                                |
| 2003 | Estrelas do Orinoco                    |
| 2006 | Pai                                    |
| 2007 | Querida Filha                          |
| 2008 | Falas                                  |
| 2009 | Uma mulher de vestido preto            |
| 2010 | Frenesi                                |
| 2011 | A Escola do Escândalo                  |
| 2018 | O Rei da Vela                          |
| 2025 | Senhora dos Afogados                   |